# Centrale nucléaire de Hope Creek
La centrale nucléaire de Hope Creek est située près du pont Hancocks dans le New Jersey sur le même site que les deux réacteurs de la centrale nucléaire de Salem.

## Description
Cette centrale est équipée d'un réacteur à eau bouillante (REB) construit par General Electric :
- Hope Creek : 1120 MWe, mis en service en 1986 pour 40 ans (2026).

Le propriétaire unique est PSEG Nuclear LLC qui est aussi l'exploitant.
Le réacteur de Hope Creek est l'une des trois unités de production d'électricité nucléaire du New Jersey, avec les deux réacteurs de la centrale nucléaire de Salem.
Le réacteur de la centrale nucléaire d'Oyster Creek a été mis à l'arrêt en septembre 2018. En 2003, ces quatre réacteurs produisaient ensemble plus de la moitié des besoins en électricité du New Jersey (53 %).